# První plavba Jamese Cooka

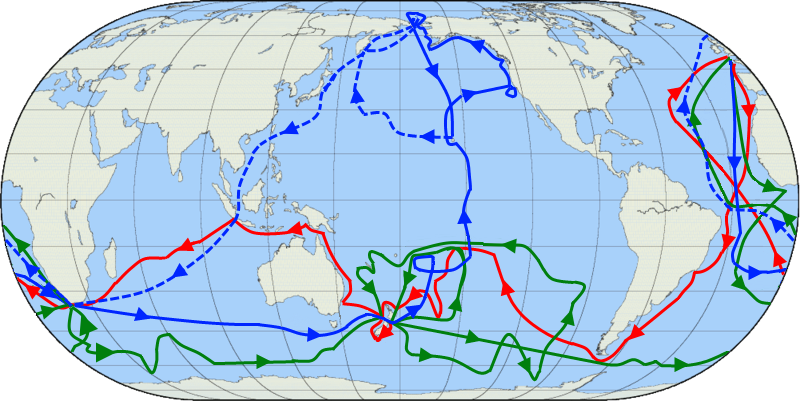
Plavby Jamese Cooka: první-červená, druhá-zelená, třetí-modrá

První plavba Jamese Cooka byla námořní průzkumná plavba pod velením poručíka Jamese Cooka do Tichomoří, vykonaná v letech 1768–1771, jejímiž hlavními cíli bylo provést pozorování tranzitu Venuše na Tahiti a objasnit, zda Nový Zéland je či není součástí předpokládaného rozsáhlého jižního kontinentu – Terra Australis.

## Příprava plavby

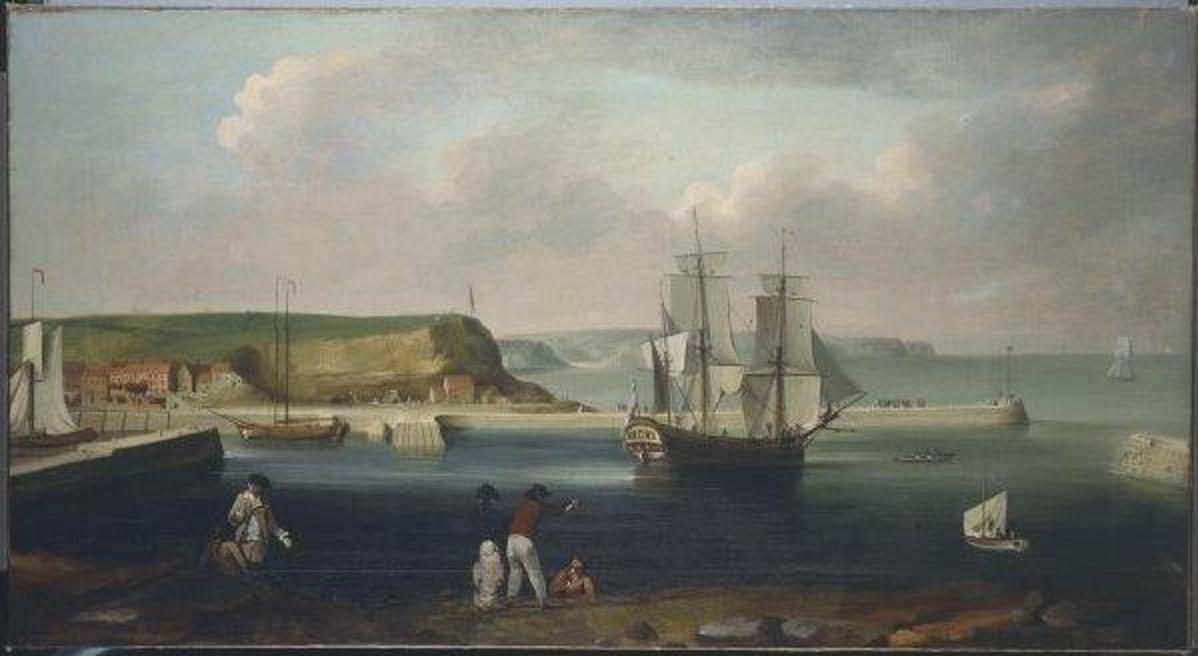
Lord Pembroke: HMS Endeavour vyplouvá z přístavu Whitby roku 1768, okolo roku 1790

### Loď a její vybavení
Britská Admiralita určila pro výpravu loď Earl of Pembroke, což byla původně obchodní uhelná loď. Loď byla spuštěna na vodu ve Whitby, v červnu 1764. Délka lodi byla 32 m (106 stop), šířka byla 8,92 m (29 stop) a výtlak 368 tun. Loď měla ploché dno, což umožňovalo plavbu v mělkých vodách. Admiralita loď koupila v květnu 1768 za £2840. Poté byla loď přestavěna, aby vyhovovala potřebám výpravy. Trup lodi byl oplášťován a řádně utěsněn. Byla vybudována třetí vnitřní paluba s kabinami a skladišti. Loď byla vyzbrojena deseti čtyřliberními děly a dvanácti malými otočnými děly pro případ napadení domorodým obyvatelstvem v Tichomoří. Po uvedení do provozu byla loď přejmenována na HM Bark Endeavour.
Endeavour byla dále zásobena potravinami na dlouhou plavbu. Základními potravinami bylo solené vepřové a hovězí maso, mouka a hrách. Na lodi byly dále zásoby hrozinek, sýra, soli, cukru a kyselého zelí, jako hlavního prostředku bránícího kurdějím. Vedle zásoby pitné vody vezla loď 250 sudů piva, 44 beček brandy a 17 beček rumu.

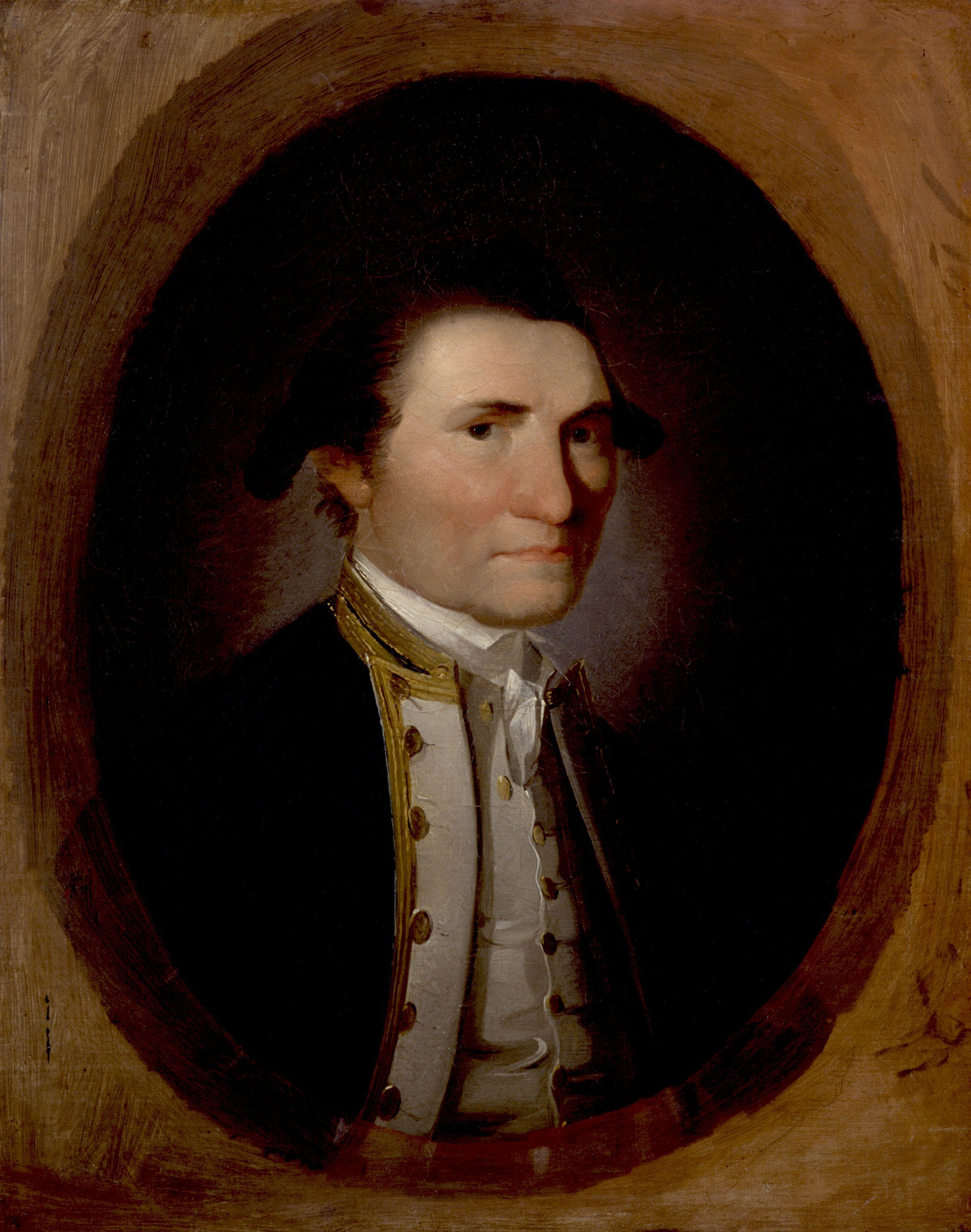
John Webber: Kapitán Cook

### Posádka a vědci
Vedle Jamese Cooka byli v posádce důstojníci Zackary Hicks a John Gore, šest kadetů, mezi nimiž byl Charles Clerke, který byl po smrti Hickse jmenován druhým důstojníkem. Lodním lékařem byl Dr. Monkhouse, jeho pomocníkem byl William Perry. Na lodi se dále plavil oddíl vojenské pěchoty pod velením seržanta Johna Edgecumba.

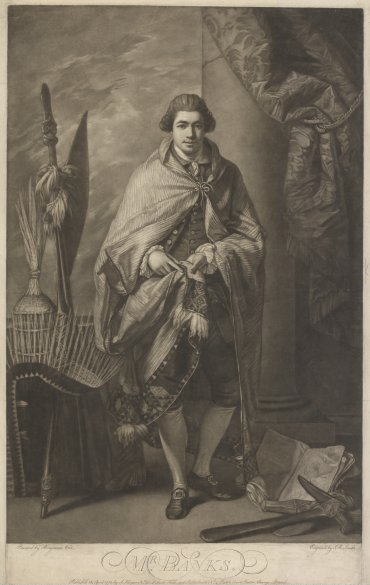
John Raphael Smith: Sir Joseph Banks, rytina z roku 1773

Hlavním přírodovědcem výpravy byl botanik Joseph Banks. Jeho asistentem byl švédský botanik Daniel Solander a tajemníkem Herman Spöring. Astronomem výpravy byl Charles Green. Pro výtvarné zdokumentování přírodovědných objevů se výpravy zúčastnili tři malíři: John Reynolds, Alexander Buchan a Sydney Parkinson.
V době vyplutí bylo na palubě celkem 94 mužů posádky, námořní pěchoty a vědecké skupiny.

## Průběh plavby

### Z Anglie na Tahiti
Loď Endeavour vyplula z přístavu v Plymouthu 26. srpna 1768. 13. září zakotvili ve Funchalské rejdě na ostrově Madeira. Na ostrově byla doplněna zásoba pitné vody, masa, ovoce a vína.
Zakoupen byl také živý býček. Zde nechal Cook poprvé zbičovat dva členy posádky za to, že bez dovolení jedli čerstvé maso, draze na ostrově zakoupené. Den po připlutí na Madeiru byl pomocník prvního důstojníka Alexander Weir sražen lanem přes palubu a utopil se. Během pobytu na Madeiře strávil Joseph Banks pět dní v domě anglického konzula. 19. září Endeavour vyplula směrem k Tenerife a o čtyři dny později spatřili tento Kanárský ostrov. 30. září Endeavour připlula ke Kapverdským ostrovům a odtud zamířila přes Atlantský oceán k brazilskému městu Rio de Janeiro.
Pobřeží Brazílie spatřili 8. listopadu, kdy se přiblížili k mysu Frio. 14. listopadu zakotvili v Riu de Janeiro. Byli překvapivě nepříjemně přijati místokrálem. Cook byl vyslechnut brazilskými důstojníky ohledně účelu, vybavení a výzbroje lodi. Několik členů posádky, které Cook vyslal na pevninu bylo zatčeno. Komukoliv z lodi bylo poté zakázáno vystoupit na pevninu jinak, než v doprovodu stráží. Ve zprávě pro Královskou společnost Cook uvedl, že nedokázal pochopit toto nepřátelské zacházení, které bylo v kontrastu s chováním vůči posádce španělské lodi, která v té době také do Ria de Janeiro připlula. 27. listopadu byla na loď již dopravena všechna pitná voda a provedeny potřebné opravy a Endeavour opustila Rio de Janeiro. 
Během plavby k Ohňové zemi došlo k druhému úmrtí. 2. prosince spadl námořník Peter Flowers ze stěžňového lana do moře a utopil se. 23. prosince měl astronom Green možnost pozorovat dva astronomické úkazy. Nejprve to byl meteor, rychle letící západním směrem a pak zatmění Slunce. 27. prosince minuli ústí řeky Río de la Plata a 11. ledna 1769 spatřili pobřeží Ohňové země. 15. ledna Endeavour zakotvila v zálivu Úspěchu, aby doplnili zásoby vody a dřeva. Příštího dne se Joseph Banks spolu s pány Solanderem, Buchanem, Greenem, Monkhousem, dvěma námořníky a černými Banksovými sluhy pokusili zdolat blízkou horu, aby zhlédli okolí přistání. Cestu jim značně ztěžovala zakrslá vegetace a navíc během výstupu začala silná sněhová bouře. Výprava přenocovala u ohně avšak ráno zjistili, že dva Banksovi sluhové umrzli.

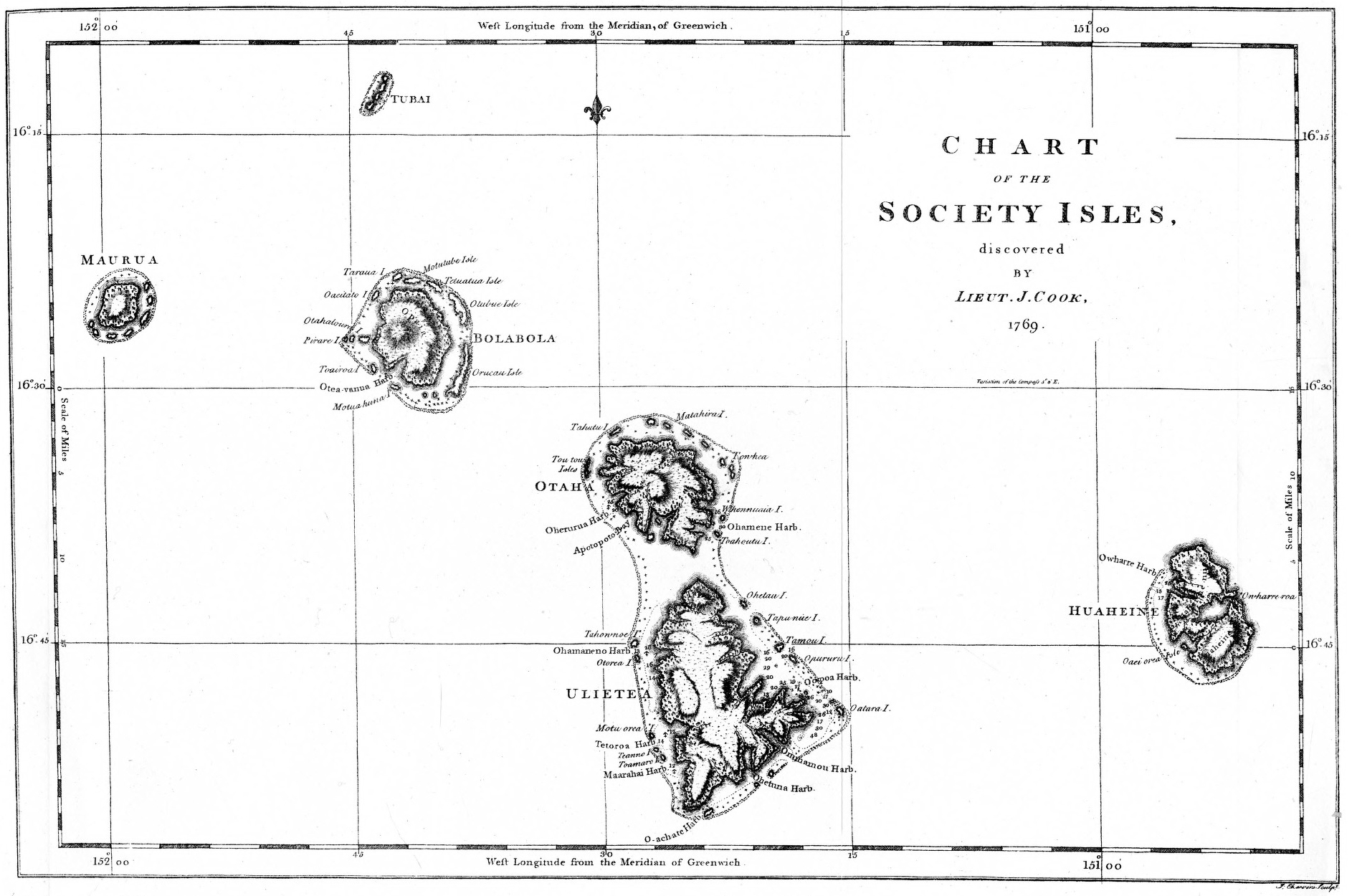
Faksimile mapy Společenských ostrovů z roku 1893, vytvořené Jamesem Cookem roku 1769

### Tahiti
27. ledna Endeavour proplula okolo mysu Horn. Tři dny poté dosáhla loď 60° 4′ jižní šířky a 74° 10′ západní délky, což byla nejjižnější poloha během výpravy. Zde loď změnila kurs na severozápad. 24. března propluli severně od ostrova Pitcairn, ale Cook necítil potřebu k němu připlout a provést průzkum. 10. dubna minuli ostrov Osnaburg a příštího dne spatřili Ostrov krále Jiřího (Tahiti). 13. dubna zakotvili v zátoce, kterou již popsal kapitán Samuel Wallis a která měla domorodé jméno Matavai.

#### Přechod Venuše

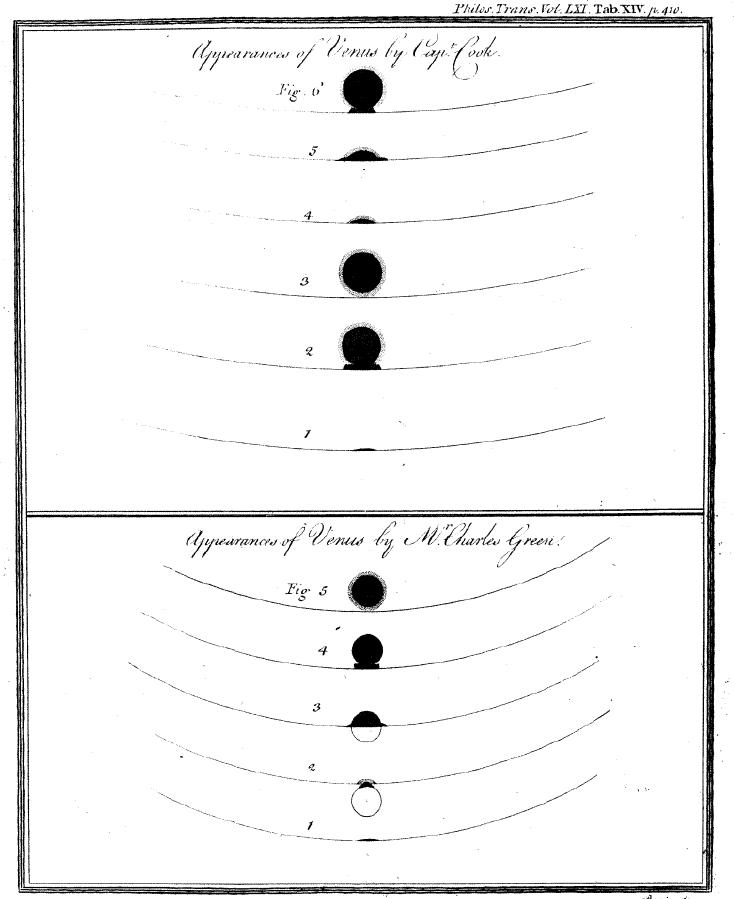
Přechod Venuše přes sluneční disk, jak jej zakreslili James Cook a Charles Green na Tahiti, 1769

Začátkem června byla zahájena příprava na pozorování přechodu Venuše přes sluneční disk.
Aby se eliminoval lokální vliv neklidné atmosféry, bylo dohodnuto, že budou vytvořeny tři skupiny pozorovatelů, navzájem co nejvíce vzdálené. 1. června vyslal Cook poručíka Gora, Bankse, Dr. Monkhouse a pana Spöringa na ostrov York (Eimeo, Moorea), ležící západním směrem v blízkosti Tahiti. Druhá skupina, skládající se z poručíka Hickse, Pickersgilla a Saunderse vyrazila druhého dne v pinasce na východní část ostrova Tahiti. Hlavní skupina pozorovatelů měla stanoviště na Tahiti na místě nazvaném Venus Point, nacházejícím se v blízkosti Papeete. Třetí skupina byla složena z J. Cooka, Dr. Solandera a Ch. Greena. Přechod Venuše začal v 19:15 hodin 3. června a skončil v 1:35 hodin 4. června. Cook zaznamenal, že při sledování Venuše viděli neostrý okraj planety, způsobený její atmosférou, což bylo příčinou, že nemohli přesně stanovit čas vnějšího a vnitřního kontaktu obrysů planety a Slunce. Průběh pozorování a časy kontaktů byly po návratu publikovány v Philosophical Transactions Královské společnosti.
Během pozorování přechodu Venuše, kdy byli důstojníci zaneprázdněni, se námořník Archibald Wolf vloupal do lodního skladiště a ukradl množství hřebíků, které sloužily k výměnnému obchodu. Po vyšetření incidentu dal Cook viníka potrestat zbičováním. Wolf dostal dva tucty ran, což byl nejtěžší trest, jaký Cook během této plavby udělil.
9. srpna Endeavour opustila Společenské ostrovy. Plavbou na jih dosáhla po pěti dnech ostrova Ohetiroa (Rurutu) v souostroví Tubuai. Domorodci na ostrově byli nepřátelští a tak zde Endeavour nezakotvila. 26. srpna posádka oslavila výročí vyplutí z Anglie zvláštním přídělem portského vína. O dva dny později zemřel pomocník bocmana John Reading na otravu rumem.

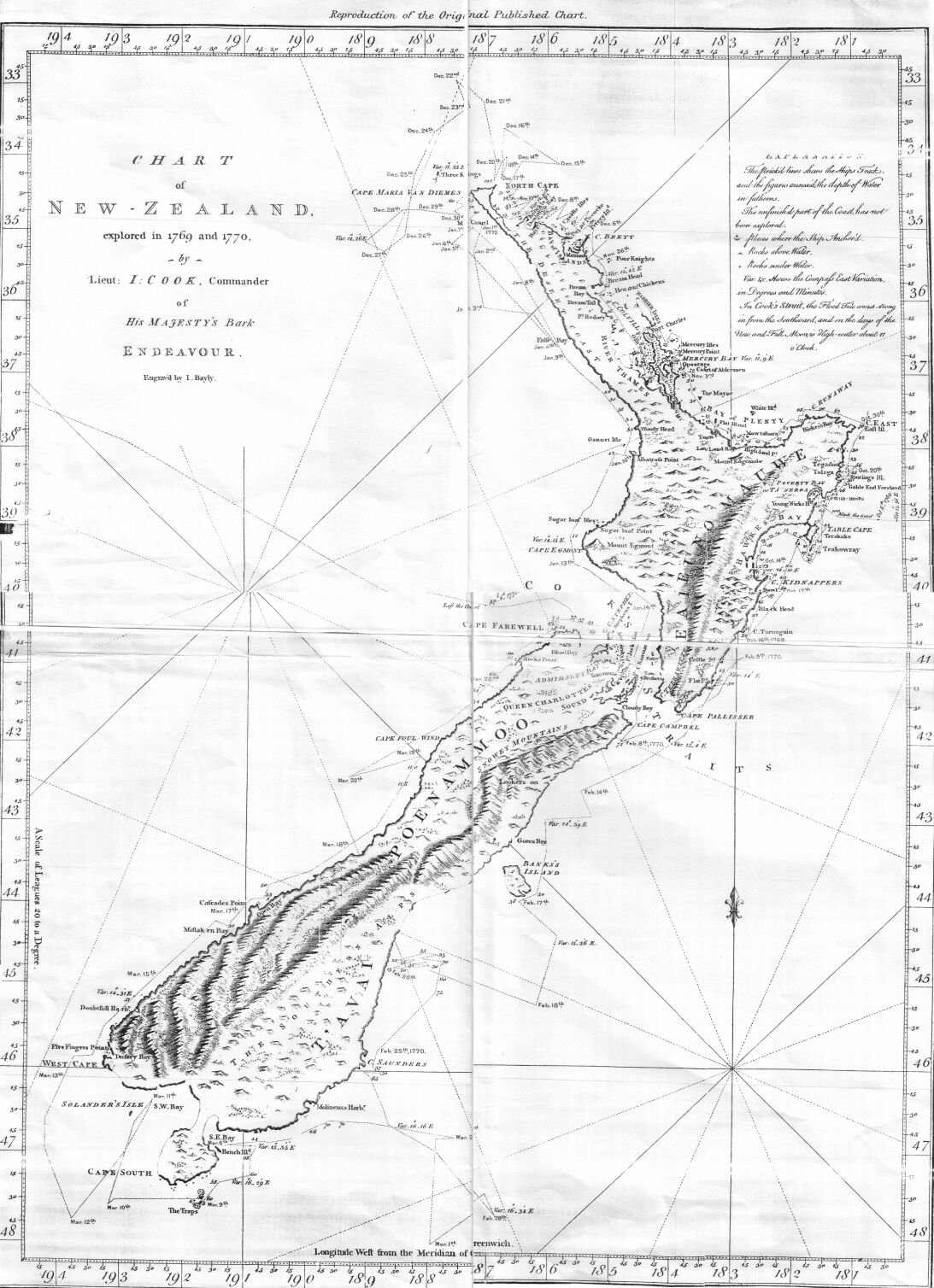
Mapa Nového Zélandu nakreslená poručíkem Jamesem Cookem během plavby na lodi Endeavour

### Nový Zéland
Abel Tasman jako první Evropan spatřil Nový Zéland roku 1642. Tasman nikdy nevstoupil na pevninu, protože výsadek byl zahnán domorodci a čtyři členové posádky byli zabiti v zátoce, kterou nazval Massacre Bay (Golden Bay). První britský hydrograf Alexander Dalrymple prosazoval teorii, že Nový Zéland je součástí hledané Terra Australis. Cookova výprava měla za cíl tuto skutečnost ověřit.
7. října 1769 posádka Endeavour spatřila Severní ostrov Nového Zélandu. Cook kompletně obeplul Nový Zéland, čímž vyvrátil Dalrympleho teorii. Objevil také Cookův průliv, oddělující Severní ostrov a Jižní ostrov.

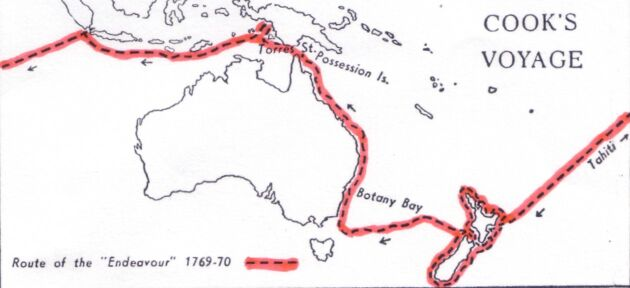
Trasa plavby Endeavour v oblasti Nového Zélandu a Nového Holandska

### Východní Austrálie
Před opuštěním Nového Zélandu se musel Cook rozhodnout, kterou trasou se vrátí do Anglie. V úvahu přicházel směr východní přes mys Horn, kdy by výprava měla možnost prozkoumat rozsáhlé prostory jižního Tichého oceánu a pátrat dále po Terra Australis. Cook se však nakonec rozhodl k návratu západním směrem s tím, že prozkoumá východní pobřeží Nového Holandska (Austrálie), které bylo v té době zcela neprozkoumané.

#### Botanický záliv
19. dubna 1770 poručík Hicks spatřil poprvé východní pobřeží Nového Holandska (Austrálie). Endeavour se k Austrálii přiblížila v místě průlivu, později pojmenovaného Bassův průliv. Místo, které Hicks spatřil Cook pojmenoval Point Hicks a nacházelo se na 38° 0′ jižní šířky a 211° 7′ západní délky. V prvních dnech nespatřili žádné domorodce, ačkoliv spatřili kouře z ohňů. 29. dubna zakotvili v zálivu, původně nazvanému Sting Ray, později přejmenovaného na Botanický záliv.
| „            | The great quantity of plants Mr. Banks and Dr. Solander found in this place occasioned my giving it the name of Botany Bay. | “ |
| — James Cook | |   |

#### Smrt námořníka Sutherlanda
Během pobytu v Botanickém zálivu zemřel námořník Forby Sutherland, zvaný Forbes. Cook uvedl ve své deníku jako příčinu smrti souchotiny, kterými námořník trpěl celou plavbu. Cookův životopisec Arthur Kitson k tomu poznamenal, že se později objevil anonymní leták, podle něhož Cook uvedl nepravdivou příčinu smrti Sutherlanda, aby si mohl připsat objevitelství tohoto místa. Podle letáku námořník zemřel na smrtelné zranění, které utrpěl od domorodců, když chránil kovovou desku připevněnou ke stromu. Deska měla dokládat, že toto místo navštívili již před Cookem Nizozemci.

#### Uvíznutí na útesu
10. června severně od mysu Grafton Endeavour narazila na korálový útes, skrytý pod hladinou a uvízla na něm. Do lodi začalo silně zatékat. Cook se pokusil uvolnit loď jejím odlehčením. Nechal hodit přes palubu kazící se zásoby, šest lodních děl a všechen nepotřebný balast. Současně byly nasazeny lodní pumpy na odčerpávání vody. Veškerá snaha o uvolnění lodi jejím odlehčením však byla marná. Cook se rozhodl, s vědomím možného rizika, že loď uvolní odtažením. Po dvaceti třech hodinách na útesu se podařilo Endeavour odtáhnout nad hloubku.

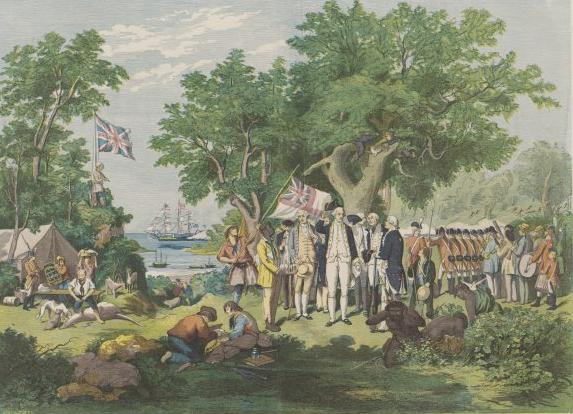
Samuel Calvert:Captain Cook na ostrově Possession, prvně publikováno v Illustrated Sydney News roku 1865

#### Ostrov Possession
Po minutí nejsevernějšího bodu mysu York Endeavour vplula do Torresova průlivu. Zde 22. srpna zakotvili u ostrova Possession, kde Cook formálně zabral veškeré doposud objevené východní pobřeží Nového Holandska jménem Britské Koruny.
Proplutím Torresova průlivu Cook také dokázal, že Nové Holandsko a Nová Guinea netvoří spojenou pevninu.

### Nová Guinea a ostrov Sava
Po odplutí z ostrova Possession Endeavour zamířila k Nové Guineji, jejíž pobřeží spatřili 29. srpna.
Vzhledem k tomu, že pobřežní vody Nové Guineje jsou velmi mělké, držela se Endeavour při plavbě západním směrem ve značné vzdálenosti od ostrova. Cestou do Batávie Cook navštívil ostrov Savu, kde setrval tři dny.

### Batavie
10. října (11. října místního času) připlula Endeavour do Batávie. Zde se setkali jak s anglickými, tak nizozemskou lodí. Cook vyslal poručíka Hickse ke guvernérovi s oznámením o připlutí a omluvou, že nepozdravili výstřely z děl. Na Endeavour byly v té době již jen tři děla a Cook uvážil, že lépe bude, než pozdravit tak skromnou salvou, nevypálit z děl vůbec. Po zakotvení byla lodním tesařem provedena prohlídka Endeavour, který informoval Cooka o těžkém poškození trupu a o silnému zatékání do lodi, které činilo 6 až 12 palců vody za hodinu. 12. října guvernér Petrus Albertus Van der Parra Cooka osobně přijal a dal mu svolení k provedení opravy Endeavour v přístavu a obstarání všeho k opravě potřebného.
25. října Cook předal F. Kelgarovi, kapitánu lodi Kronenberg, nizozemské Východoindické společnosti, balíček obsahující kopii jeho deníku spolu s pořízenými mapami Nového Zélandu a východního pobřeží Nového Holandska, aby jej předal britské admiralitě V té době nizozemští dělníci pracovali na opravě Endeavour, které byla mnohem více poškozena, než se předpokládalo. Dno a boky lodi byly těžce poškozeny dřením o korálový útes. 14. listopadu byly opravy dokončeny a Cook se ve svém deníku velice pochvalně zmínil o lidech, kteří opravu prováděli.
Batávie té doby měla velice špatnou pověst jako nezdravé město. V letech 1735 až 1755 zde zemřelo nejméně 1 000 000 lidí na malárii a úplavici. Toto nezdravé prostředí také těžce postihlo posádku Endeavour. 5. listopadu zemřel ranhojič Dr. Monkhouse. Cook, Banks i Solander těžce onemocněli.
Před odplutím z Batávie zemřelo dalších sedm mužů z Endeavour. Mezi nimi byl malíř Reynolds a Tupia a chlapec, který ho obsluhoval. Cook odhadl, že více než čtyřicet mužů na lodi onemocnělo. Cook se snažil do nejvíce urychlit odplutí Endeavour z Batávie. Všechno potřebné na další plavbu bylo zajištěno během prosince a po Vánocích loď vyplula.

### Indickým oceánem
V druhé polovině ledna 1771 začala značná část posádky trpět horečkami. Cook se domníval, že příčinou nemoci byla voda, kterou vezli a nařídil k jejím zásobám přidat vápno. Další dny byly pro posádku Endeavour nejtragičtější. V období od 24. ledna do 27. února zemřeli na nemoci, především úplavici dvacet tři muži, tedy v průměru téměř každý den jeden mrtvý.

### Od mysu Dobré naděje do Anglie
6. března se Endeavour se zdecimovanou posádkou přiblížila k mysu Natal. 15. března spatřili mys Dobré naděje. Po zakotvení nejprve Cook opatřil pro nemocné, kterých v té době bylo ještě 28, přístřešek na pevnině. Endeavour dále pokračovala směrem k ostrovu Svaté Heleny, kterého dosáhli 1. května. Zde se Endeavour setkala s britskými loděmi HMS Portland a HMS Swallow, a Cook od nich získal některé nutné zásoby. 5. května všechny lodě vypluly z rejdy na Svaté Heleně, ale Cook nebyl schopen, s ohledem na stav lodi a posádky, udržel s ostatními loděmi rychlost a tak po několika dnech již Endeavour opět plula sama.
10. července 1771 spatřili pobřeží Anglie a 13. července zakotvili v Downsu.

## Lidské ztráty
Během plavby z Plymouthu do Batávie zemřelo 7 členů posádky. Tři námořníci utonuli a dva Banksovi černošští sluhové Thomas Richmond a George Dorlton umrzli. Dále bylo jedno úmrtí na tuberkulózu a jedno na otravu alkoholem. V Batávii zemřeli Dr. Monkhouse, malíř Reynolds, Tupia a domorový chlapec, který jej doprovázel.
Během cesty z Batávie došlo k úmrtí dvaceti třech mužů na malárii a úplavici. 24. ledna zemřel desátník John Trusslove. Dalšího dne zemřel Mr. Spöring, patřící do skupiny Josepha Bankse. 27. ledna zemřel Sydney Parkinson, malíř a brzy po něm John Ravenhill, plachtař. 29. ledna zemřel po delší nemoci astronom Charles Green. Cook ve svém deníku zapsal, že Green byl delší dobu nemocen, avšak nemoc ignoroval, a byl stále aktivní až do svého úmrtí. 30. ledna zemřeli Samuel Moody a Francis Haite, oba pomocníci tesaře. 31. ledna zemřeli čtyři muži: John Thompson, kuchař; Benjamin Jordan, pomocník tesaře a námořníci James Nickolson a Archibald Wolf. Série úmrtí pokračovala i v únoru 1771. 2. února zemřel Daniel Roberts, dělostřelecký pomocník. 3. února zemřel John Thurman, pomocník plachtaře. 4. února zemřel kadet John Bootie a loďmistr John Gathrey. 5. února zemřel Samuel Evans, pomocník loďmistra. 6. února zemřel kadet John Monkhouse, bratr Dr. Monkhouse. 12. února zemřel tesař John Satterly, muž Cookem a důstojníky velmi uznávaný. 14. února zemřel námořník Alexander Lindsay. 15. února zemřel Daniel Preston, voják z oddílu námořní pěchoty. 21. února zemřel námořník Alexander Simpson. 27. února zemřeli námořníci Henry Jeffs, Emanuel Parreyra a Peter Morgan, což byly poslední oběti batávského prostředí.

#### Prameny
- COOK, James. Captain Cook's Journal During the First Voyage Round the World. London: Elliot Stock, 1893. Dostupné online. (anglicky)
- BANKS, Joseph. The Endeavour Journal of Sir Joseph Banks. London: [s.n.] (anglicky)

#### Sekundární literatura
- KITSON, Arthur. The Life of Captain James Cook. New York: Dutton, 1907. (Project Gutenberg). Dostupné online. (anglicky)